# Left Behind Volume Two
Left Behind Volume Two – czwarty album kanadyjskiego zespołu heavymetalowego Sons of Butcher, wydany w 2006 roku. 

## Lista utworów
1. "Arpo's House of Death"
2. "Chicken Fever"
3. "Come Fight Me"
4. "Crazy Toenails"
5. "Dear John"
6. "Dirtbike"
7. "Don't Egg Me"
8. "Feed the Snake"
9. "Fukt Country"
10. "Funky Drummer Carol"
11. "Go Vegan"
12. "Heavy Duty (Look At That)"
13. "How Will Doug Die?"
14. "I Kill Everything"
15. "Jaco: Portrait of a Kicked Ass"
16. "Why Must I Bleed"
17. "My Cow Son"
18. "Pineapple Breaks"
19. "Playin' High"
20. "Publicity Rocket 3.0"
21. "Publicity Rocket 4.0"
22. "Punch You With a Knife"
23. "Rashmen"
24. "Rock Rash"
25. "Scalpin' Interrogation"
26. "Scalpin'"
27. "Slaughterhouse Blues"
28. "The Lord VS Rock"
29. "The Message"
30. "The Plan"
31. "Trainin' Jerry"
32. "Trainin' the Robot"
33. "Until it Bleeds"
34. "Until it Rains"
35. "Warehouse Party"
36. "Wolfback Laceration"
37. "Workin' the Line"